# Underemployed (série de televisão)
Underemployed é  uma série de televisão americana de comédia dramática produzida pela MTV e exibida de 16 de outubro de 2012 a 12 de janeiro de 2013.

## Enredo
A série gira em torno de um grupo de 5 novos graduados que se tornam amigos íntimos durante a faculdade.
A princípio todos com grandes objetivos, sonhos e ambições: Lou quer fazer pós-graduação e, eventualmente, se tornar um advogado ambientalista; Raviva rompeu com Lou para tentar uma carreira de cantora em Los Angeles; Miles sonha em se tornar um modelo da Calvin Klein; Sophia quer se tornar escritora; e Daphne só quer ter sucesso.
Infelizmente, a vida nem sempre acontece como desejamos.

## Elenco

### Principal
- Sarah Habel como Daphne Glover
- Jared Kusnitz como Louis "Lou" Craft
- Diego Boneta como Miles Gonzalez
- Inbar Lavi como Raviva
- Michelle Ang como Sophia Swanson

### Recorrente
- Julianna Guill como Bekah
- Rachel Cannon como Deb
- Daniel (Dan) Johnson como Jamel
- Danny McCarthy como Paul
- Olesya Rulin como Pixie Dexter
- Bar Paly como Tatiana
- Charlie Weber como Todd
- Angel M. Wainwright como Laura

## Episódios
| Temporada | Temporada | Episódios | Estreia de temporada  | Final de temporada    |
| --------- | --------- | --------- | --------------------- | --------------------- |
|           | 1         | 12        | 16 de outubro de 2012 | 12 de janeiro de 2013 |

### 1ª Temporada (2012-2013)
| N° série | N° temporada | Título                | Exibição original      |
| --- | ------------ | --------------------- | ---------------------- |
| 1 | 1            | "Pilot (Piloto)"      | 16 de outubro de 2012  |
| Chega a formatura e os amigos estão animados com as expectativas para o futuro. Uma gravidez nada planejada complica as coisas entre Lou e Raviva.                             |              |                       |                        |
| 2 | 2            | "The Crib"            | 23 de outubro de 2012  |
| Sophia entra em apuros e é presa. A namorada de Miles, Tatiana, diz a todos que ela vai se mudar. Daphne aproveita a vida com seu novo romance com Todd.                       |              |                       |                        |
| 3 | 3            | "The Roommate"        | 30 de outubro de 2012  |
| Miles fica nervoso com a possibilidade de morar com um bebê. Enquanto isso, Todd rouba uma ideia de Daphne no trabalho. Para completar, Sophia considera o conselho de Raviva. |              |                       |                        |
| 4 | 4            | "The Days of Yore"    | 6 de novembro de 2012  |
| Lou e Raviva discutem sobre dinheiro, ao mesmo tempo em que a impulsividade de Miles deixa Daphne nervosa. Para completar, Sophia recebe a visita dos pais.                    |              |                       |                        |
| 5 | 5            | "The Trivial Pursuit" | 13 de novembro de 2012 |
| O grupo comparece a uma noite de perguntas e respostas em um bar. Enquanto isso, Sophia busca uma promoção no trabalho.                                                        |              |                       |                        |
| 6 | 6            | "The Tasting"         | 20 de novembro de 2012 |
| Miles e Daphne organizam uma festa. Enquanto isso, Sophia sofre com a decisão de deixar Laura escolher seu novo telefone.                                                      |              |                       |                        |
| 7 | 7            | "The Focus Group"     | 27 de novembro de 2012 |
| Sophia sofre para pagar o aluguel e, mais tarde, é contratada junto a Raviva por Daphne para um grupo de foco. Miles procura um médico.                                        |              |                       |                        |
| 8 | 8            | "The Gig"             | 4 de dezembro de 2012  |
| Jamel ajuda Raviva com um trabalho, o qual deixa Lou incomodado. |              |                       |                        |
| 9 | 9            | "The Confession"      | 22 de dezembro de 2012 |
| Daphne tenta impressionar Todd com uma festa que esbanja classe. Enquanto isso, Lou recebe uma oferta no trabalho.                                                             |              |                       |                        |
| 10 | 10           | "The Kids"            | 29 de dezembro de 2012 |
| Raviva fica indignada quando Lou quebra uma promessa. Enquanto isso, Miles recebe notícias desapontadoras de Daphne.                                                           |              |                       |                        |
| 11 | 11           | "The Message"         | 5 de janeiro de 2013   |
| Sophia lança seu livro. Enquanto isso, Daphne é forçada a escolher entre Todd e Miles. Para completar, Lou se candidata para uma vaga que o levará de volta aos estudos.       |              |                       |                        |
| 12 | 12           | "The Heart"           | 12 de janeiro de 2013  |
| Miles procura trabalho fora do país. Enquanto isso, Lou tenta reconquistar Raviva, ao mesmo tempo em que Sophia quer receber a aprovação dos pais.                             |              |                       |                        |